# Лазурный берег (фильм, 2015)
«Лазурный берег» (англ. By the Sea, в переводе — «У моря») — американский фильм режиссёра Анджелины Джоли Питт. Главные роли исполняют Джоли, Брэд Питт, Мелани Лоран, Мельвиль Пупо и Нильс Ареструп. Фильм выпущен в прокат в США компанией Universal Studios 13 ноября 2015 года. Премьера фильма под названием «Лазурный берег» в России состоялась 11 февраля 2016 года.

## Сюжет
Фильм повествует о супружеской паре — блистательной танцовщице и знаменитом писателе, которые сбежали от суеты Нью-Йорка на Лазурный Берег Франции, оставив прежнюю жизнь. Внезапное знакомство с чувственной французской парой пробуждает опасную страсть.

## В ролях
| Актёр                | Роль    |
| -------------------- | ------- |
| Брэд Питт            | Роланд  |
| Анджелина Джоли Питт | Ванесса |
| Мелани Лоран         | Лиа     |
| Мельвиль Пупо        | Франсуа |
| Нильс Ареструп       | Мишель  |
| Ришар Боренже        | Патрис  |

## Производство
В мае 2014 было объявлено, что Анджелина Джоли будет сниматься с Брэдом Питтом в новом фильме «Лазурный берег», сценарий к которому актриса написала сама. Она же выступила и в качестве режиссёра. По сообщениям The Hollywood Reporter, фильм представялет собой историю сложных взаимоотношений супружеской пары, которая едет на курорт в попытке спасти брак. Это первая совместная работа супругов за десять лет со времен фильма Мистер и миссис Смит. Картину снимали на Мальтийском острове Гоцо, недалеко от города Айнсилем, в бухте Мджарр-иш-Шини (англ.). Оператором картины стал Кристиан Бергер, который работал с естественным светом и использовал собственное изобретение — систему освещения «Cine Reflect Lighting System».
По решению Анджелины Джоли, действие фильма происходит в 70-е годы прошлого века. Эта эпоха привлекла её не только яркостью, но и тем, что тогда просто не существовало множество вещей, отвлекающих нас сегодня, что позволило сосредоточиться исключительно на эмоциях.